# Борид железа
Бори́д желе́за — бинарное неорганическое соединение, 
железа и бора с формулой FeB,
серые кристаллы,
не растворяется в воде.

## Получение
- Спекание стехиометрических количеств чистых веществ:

{\displaystyle {\mathsf {Fe+B\ {\xrightarrow {1600^{o}C}}\ FeB}}}

## Физические свойства
Борид железа образует серые кристаллы ромбической сингонии, пространственная группа P bnm, параметры ячейки a = 0,4053 нм, b = 0,5495 нм, c = 0,2946 нм, Z = 4
При 1135°С происходит фазовый переход α-FeB → β-FeB.
Не растворяется в воде.